# 德蘭樂團

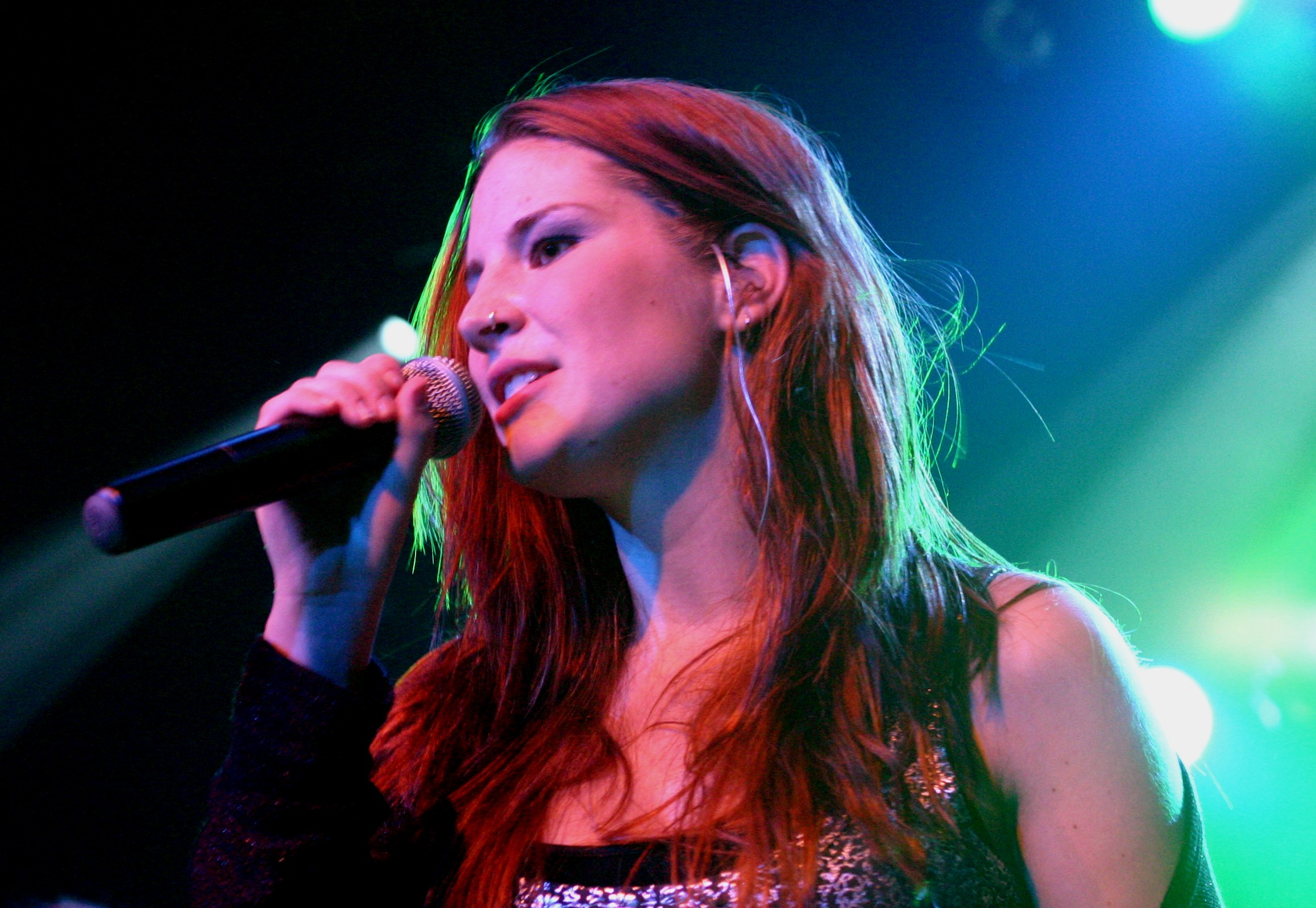
樂團主唱Charlotte Wessels

德蘭樂團（Delain）是一組荷蘭交響金屬樂團，由致命誘惑前鍵盤手 Martijn Westerholt 所成立。

## 傳記
德蘭樂團最初是 Martijn Westerholt 計畫邀請各音樂人跨刀合作的的音樂企劃，但之後會了因應現場演出的需求而正式成立樂團。
2006年，樂團發行首張專輯《Lucidity》。專輯邀請了許多知名音樂人跨刀，包括日暮頌歌貝斯手 Marco Hietala、Orphanage主唱George Oosthoek與吉他手Guus Eikens、致命誘惑主唱莎倫·丹·阿德爾、枯葉之眼主唱麗芙·克莉斯汀（Liv Kristine）、黯黑史詩吉他手Ad Sluijter與鼓手Ariën van Weesenbeek、森林女神（Satyrian）吉他手Jan Yrlund、大提琴手Rupert Gillet。 這張專輯推出了《Frozen》、《See Me In Shadow》和僅限下載的《The Gathering》三首單曲。
2007年年底，樂團宣布將在2008年推出新專輯。2008年11月，樂團在官方網站宣布新專輯《四月的雨》將在2009年2月9日發行。隨後樂團在電視演奏將收錄在新專輯的歌曲《I'll Reach You》。
為了配合國外發行日期，《四月的雨》延後至2009年3月30日發行。 專輯第一首單曲是同名曲《四月的雨》。10月，樂團宣布第二首單曲將是《Stay Forever》。

## 成員

### 現任成員
- Charlotte Wessels－主唱（2005－）
- Martijn Westerholt－鍵盤（2002－）
- Rob van der Loo－貝斯（2006－）
- Sander Zoer－鼓（2006－）

### 巡迴樂手
- Roel Vink－貝斯（2009－）

### 前任成員
- Anne Invernizzi－主唱（2002－2005）
- Roy van Enkhuyzen－吉他（2002－2005）
- Frank van der Meijden－吉他（2002－2005）
- Martijn Willemsen－貝斯（2002－2005）
- Tim Kuper－鼓（2002－2005）
- Ray van Lente－吉他（2006－2007）
- Ronald Landa－貝斯與主唱（2006－2009）

## 音樂作品

### 專輯
- 2006：《Lucidity》
- 2009：《四月的雨》（April Rain）
- 2012：《We Are The Others》
- 2013：《Interlude》
- 2014：《The Human Contradiction》

### 單曲
- 2007：《Frozen》
- 2007：《See Me In Shadow》
- 2008：《The Gathering》
- 2009：《April Rain》
- 2009：《Stay Forever》《April Rain》《Smalltown Boy》[4]
- 2010：《Nothing Left》
- 2012：《Get the Devil Out of Me》

### Demo
- 2002：《Amenity》

## 獎項
德蘭樂團曾獲得2007年MTV歐洲音樂大獎的「最佳歐洲新人」提名，但在第11天落選。另外樂團也入圍2007年音樂工廠大獎（TMF Awards）的「最佳搖滾藝人」。

## 外部連結
- 官方網站 （页面存档备份，存于）
- 金屬百科德蘭樂團網頁 （页面存档备份，存于）
- 德蘭樂團的MySpace主頁
- 官方法文網站和官方法文論壇